# Ян, Герман Артур
Герман Артур Ян (31 мая 1907, Колчестер, Великобритания — 24 октября 1979, Саутхемптон, Великобритания) — британский учёный-физик немецкого происхождения. Известен благодаря эффекту Яна — Теллера, что объясняет природу расщепления энергетических уровней ионов переходных элементов в их соединениях.
Окончил Линкольнский колледж. Докторскую степень (кандидат наук) получил в университете Лейпцига в 1935 году под руководством Вернера Гейзенберга.
Женился на Каролине Шулер в 1943 году в Хендоне. У них родились сын (1944) и дочь (1946). Умер Ян в 1979 году в возрасте 72 лет.